# Arcminute Cosmology Bolometer Array Receiver
L'Arcminute Cosmology Bolometer Array Receiver (ACBAR) è un esperimento volto alla misurazione delle anisotropie della radiazione cosmica di fondo. È situato in Antartide. Le rilevazioni a 145 GHz dell'ACBAR  sono tra le misure multipolare della CMB più precise.